# Jacobsaptera pilicornis
Jacobsaptera pilicornis – gatunek pluskwiaka z podrzędu różnoskrzydłych i rodziny korowcowatych.

## Taksonomia
Gatunek ten opisany został po raz pierwszy w 2004 roku przez Ernsta Heissa na łamach „Linzer biologische Beiträge”. Jako miejsce typowe wskazano Montagne de la Nicolière w dystrykcie Pamplemousse na północy Mauritiusu. Epitet gatunkowy oznacza po łacinie „włochatoczułka”.

## Morfologia
Pluskwiak o ciele długości 4,6 do 6,1 mm, u samicy bardziej niż u samca zaokrąglonym. Ubarwienie ma ciemnorudobrązowe z jasnożółtawymi tylnymi narożami deltotergitów odwłoka od trzeciego do siódmego. Wierzch ciała porasta żółtawe, delikatne, przylegające owłosienie. Nieco dłuższa niż szeroka głowa ma cienkie, sięgające szczytu krótkiego i trójkątnego nadustka policzki, duże i kulistawe oczy, z przodu zafalowane płaty pozaoczne, ziarenkowane ciemię i mocno przewężoną szyję. Czułki budują cztery człony, z których pierwszy jest najdłuższy i najgrubszy, a czwarty wrzecionowaty. Sterczące szczecinki na czułkach są dłuższe niż średnica ich członów. Blisko trzykrotnie szersze niż dłuższe przedplecze ma dobrze wykształconą obrączkę apikalną, niewystające ponad obrączkę kąty przednio-boczne, zaokrąglone krawędzie boczne oraz opatrzony żeberkiem i pośrodku wypukły brzeg tylny. Trójkątne, trzykrotnie szersze niż dłuższe śródplecze ma parę guzków przy wklęśniętej krawędzi przedniej. Skrzydeł brak zupełnie. Zaplecze tworzą dwa rombowate skleryty. Odwłok ma mediotergity od pierwszego do szóstego zlane w jedną płytkę. Genitalia samca cechują się dwupłatowymi na przodzie paramerami z wykrojoną powierzchnią wewnętrzną i dwoma cienkimi listewkami poprzecznymi.

## Rozprzestrzenienie
Owad endemiczny dla Mauritiusa na Oceanie Indyjskim.